# Giennadij Sokolski
Giennadij Michajłowicz Sokolski (ros. Геннадий Михайлович Сокольский; ur. 1 grudnia 1937 w Moskwie, zm. 27 grudnia 2014 tamże) – radziecki reżyser filmów animowanych oraz scenarzysta i animator.

## Życiorys
Studiował na kursach animatorów w studiu filmowym "Sojuzmultfilm" (1959-1961). W latach 1961–1998 pracował w "Sojuzmultfilm", gdzie jako animator rysowanych i lalkowych obrazów uczestniczył w tworzeniu ponad 170 filmów, jako reżyser zadebiutował w 1969 roku. W latach 1998–1999 wykładał animację w studiu filmowym w Wilnie (Litwa). Autor ilustracji książkowych. Członek ASIFA.

## Wybrana filmografia

### Reżyseria
- 1969: Wilk i Zając (odcinek pilotażowy) z serii Wesoła karuzela – Wesoła karuzela nr 1.
- 1972: Kubuś Puchatek i jego troski
- 1978: Myszka Pik
- 1983: Zamek kłamców
- 1986: Pingwinek Lolo

### Scenariusz
- 1978: Myszka Pik
- 1983: Zamek kłamców

### Animator
- 1962: Historia pewnego przestępstwa
- 1963: Mister Twister
- 1964: Niedźwiadek Toptuś
- 1965: Pastereczka i kominiarczyk
- 1966: Tu mieszkał Kozjawin
- 1968: Film, film, film
- 1969: Dziadek Mróz i lato
- 1969: Kubuś Puchatek
- 1969: Skrzydlaty krokodyl
- 1970: Błękitny ptak
- 1971: Kubuś Puchatek idzie w gości
- 1973: Piotruś i Reks
- 1993: Wilk i Zając (odc. 17)